# Heartstopper. С замиранием сердца
«Heartstopper. С замира́нием се́рдца» (англ. Heartstopper) — текущая подростковая серия графических романов и веб-комиксов, написанная и проиллюстрированная британской писательницей Элис Осман. Сюжет рассказывает о Нике Нельсоне и Чарли Спринге, их знакомстве и влюблённости друг в друга. Серия является расширенной адаптацией новеллы Осман Nick and Charlie (2015), а сами персонажи впервые появились в её романе Solitaire (2014).
По мотивам комикса был снят одноимённый телесериал, сценарий к которому также написала Осман. Роли Ника и Чарли исполнили соответственно Кит Коннор и Джо Лок. Первый сезон вышел в 2022 году, а второй — в 2023, они оба получили положительные отзывы от критиков. Третий сезон вышел 3 октября 2024 года. Дата выхода четвёртого сезона не известна. 

## Сюжет
«Heartstopper. С замиранием сердца» рассказывает историю дружбы и отношений Чарли Спринга и Ника Нельсона — британских школьников, посещающих вымышленную частную школу для мальчиков «Трухэм». В комиксе также исследованы жизни и взаимоотношения их друзей, большинство из которых относится к ЛГБТ-сообществу.

## Персонажи

### Главные герои
- Николас «Ник» Нельсон, популярный 11-классник и игрок в регби. Когда у него возникают чувства к Чарли, он понимает, что является бисексуалом.
- Чарльз «Чарли» Спринг, ученик десятого класса, который не так давно совершил каминг-аут как гей, влюблённый в Ника. Страдает от пищевого расстройства.
- Тао Су, один из близких друзей Чарли и парень Элли в дальнейшем.
- Элли Аржан, подруга Чарли и девушка Тао. Трансгендер, ученица школы для девочек «Хиггс».
- Тара Джонс, лесбиянка и давняя подруга Ника, становящаяся его доверенным лицом в процессе познания им собственной ориентации. Встречается с Дарси.
- Дарси Олссон, девушка Тары, экстраверт.
- Алед Ласт, друг Чарли, демисексуал и главный герой другого романа Осман, «Радио Молчание».
- Саар Захид, новый член группы, который переходит в двенадцатый класс вместе с Ником.

### Персонажи второго плана
- Виктория «Тори» Спринг, старшая сестра Чарли, асексуал, главная героиня романа Осман «Пасьянс».
- Бенджамин «Бен» Хоуп, школьник, с которым у Чарли в начале токсичные отношения. Бисексуал.
- Гарри Грин, хулиган-гомофоб.
- Сара Нельсон, мать Ника. Была замужем за отцом Ника, французом Стефаном Фурнье. В данный момент в разводе.
- Оливер «Олли» Спринг, младший брат Чарли.
- Джейн Спринг, мать Чарли.
- Хулио Спринг, отец Чарли.
- Дэвид Нельсон, старший брат Ника, который не принимает его ориентацию.
- Майкл Холден, парень Тори.
- Нелли Нельсон, первая собака Ника, бордер-колли.
- Генри Нельсон, вторая собака Ника, мопс.

## Создание и выпуск
Персонажи Ника Нельсона и Чарли Спринга впервые появились на втором плане в романе Осман под названием Solitaire (с англ. — «Пасьянс») (2014). По словам Осман, она «влюбилась» в персонажей, когда писала роман, и захотела рассказать их историю. В 2015 году она выпустила новеллы Nick and Charlie (с англ. — «Ник и Чарли») и This Winter (с англ. — «Этой зимой») в формате электронных книг, однако вскоре поняла, что их истории требуется эпизодическая структура, более уместная в формате веб-комикса или графического романа.
Осман начала публиковать «С замиранием сердца» на своих аккаунтах в Tumblr и Tapas в сентябре 2016 года. Начиная с августа 2019 года, комикс выходит также на платформе Webtoon. Новые страницы публикуются трижды в месяц. Серия обрела множество поклонников, и Осман решила выпустить печатную версию первых двух глав. 20 июня 2018 года она запустила кампанию по сбору средств на интернет-платформе Kickstarter, где набрала необходимую сумму всего за два часа.
Спустя несколько месяцев, в октябре 2018 года, издательство Hachette Children’s Group (HCG) приобрело права на печать первых двух томов «С замиранием сердца», а в январе 2019 года — третьего и четвёртого. Их выпустили соответственно 7 февраля и 11 июля 2019 года, а затем 6 февраля 2020 года и 6 мая 2021 года. Пятый том вышел 7 декабря 2023 года, также объявлен шестой и финальный том. Кроме того, 11 июня 2020 года издательствами Hachette и Graphix была выпущена тематическая раскраска, а 13 октября 2022 года — The Heartstopper Yearbook (с англ. — «Heartstopper. С замиранием сердца. Ежегодник»).

## Даты выхода

### Веб-комикс
| № главы | Русское название | Оригинальное название | Кол-во постов | Дата публикации первых страниц | Дата публикации последних страниц |
| ------- | ---------------- | --------------------- | ------------- | ------------------------------ | --------------------------------- |
| 1       | Встреча          | Meet                  | 12            | 26 августа 2019                | 26 августа 2019                   |
| 2       | Влечение         | Crush                 | 20            | 27 августа 2019                | 13 октября 2019                   |
| 3       | Поцелуй          | Kiss                  | 36            | 16 октября 2019                | 27 декабря 2019                   |
| 4       | Признание        | Out                   | 42            | 30 декабря 2019                | 9 апреля 2020                     |
| 5       | Любовь           | Love                  | 26            | 11 апреля 2020                 | 11 ноября 2020                    |
| 6       | Путь             | Journey               | 16            | 1 декабря 2020                 | 12 июня 2021                      |
| 7       | Вместе           | Together              | 40            | 1 января 2022                  | 22 декабря 2023                   |
| 8       | Навсегда         | Forever               | TBA           | 1 октября 2024                 | TBA                               |

### Тома
| № | Название | Включает главы | На английском   | На английском             | На английском      | На русском      | На русском    | На русском             |
| № | Название | Включает главы | Дата публикации | Издатель                  | ISBN               | Дата публикации | Издатель      | ISBN                   |
| - | -------- | -------------- | --------------- | ------------------------- | ------------------ | --------------- | ------------- | ---------------------- |
| 1 | Том 1    | 1–2            | 7 февраля 2019  | Hachette Children’s Group | ISBN 9781444951387 | 2021            | Popcorn Books | ISBN 978-5-6046119-3-7 |
| 2 | Том 2    | 3              | 11 июля 2019    | Hachette Children’s Group | ISBN 9781444951400 | 2022            | Popcorn Books | ISBN 978-5-6046530-6-7 |
| 3 | Том 3    | 4              | 6 февраля 2020  | Hachette Children’s Group | ISBN 9781444952773 | н/д             | н/д           | н/д                    |
| 4 | Том 4    | 5–6            | 6 мая 2021      | Hachette Children’s Group | ISBN 9781444952797 | н/д             | н/д           | н/д                    |
| 5 | Том 5    | 7              | 7 декабря 2023  | Hachette Children’s Group | ISBN 9781444957655 | н/д             | н/д           | н/д                    |
| 6 | Том 6    | 8; эпилог      | TBA             | Hachette Children’s Group | TBA                | н/д             | н/д           | н/д                    |

### Сопутствующая продукция
| Название                        | Дата публикации | Издатель                  | ISBN               |
| ------------------------------- | --------------- | ------------------------- | ------------------ |
| The Heartstopper Colouring Book | 11 июня 2020    | Hachette Children’s Group | ISBN 9781444958775 |
| The Heartstopper Yearbook       | 13 октября 2022 | Hachette Children’s Group | ISBN 9781444968392 |

## Реакция
Серия получила в основном положительные отзывы, каждый из четырёх изданных в печатном виде томов имеет рейтинг 4.5/5 и выше на сайте Goodreads, на каждую книгу написано более 15.000 рецензий.

## Экранизация
Разработка адаптации в формате телесериала началась, когда компания See-Saw Films приобрела права в июле 2019 года. В январе 2021 года права на дистрибуцию приобрёл Netflix. Съёмки прошли с апреля по июнь того же года. Премьера первого сезона сериала состоялась 22 апреля 2022 года, второго — 3 августа 2023 года, а третьего — 3 октября 2024 года.
Параллельно с выходом сериала 28 апреля 2022 года первый том был переиздан с новой обложкой, на которой Лок и Коннор воссоздали оригинальную иллюстрированную обложку в образах Чарли и Ника, а в книгу был включён отрывок из сценария к сериалу. В связи с популярностью сериала от Netflix комикс стал самой продаваемой детской книгой в Великобритании.

## Комментарии
1. ↑  Изначально, в 2016 году, первая глава выходила по частям на Tumblr, а уже на Webtoon была опубликована полностью.
2. 1 2 3  Выпуск приостановлен.